# Муромский городской театр
Му́ромский городско́й теа́тр — театр в Муроме, основанный в 1867 году городским головой Алексеем Васильевичем Ермаковым. С 1962 по 2022 год современное здание театра носило название «Дворец культуры имени 1100-летия города Мурома». Центральное учреждение культуры в Муроме.
В 2023 году современное здание театра было признано объектом культурного наследия регионального значения.

## История

### Становление театра в Муроме
Ко второй половине XIX века в Муроме, как и в российской провинции в целом, укрепляются театральные традиции. В то время в городе не было постоянного театра, однако Муром часто посещали кочевые актёрские труппы, арендовавшие залы в купеческих и представительных домах, а также выступавшие на городских ярмарках.
В 1867 году по инициативе городского головы Алексея Ермакова и на его средства в городе был построен собственный постоянный театр — впоследствии Ермаков и сам стал его постоянным посетителем, и приказывал местному купечеству посещать все спектакли вместе со своими семьями. Здание располагалось на Конной площади между Благовещенским и Троицким монастырями. Оно представляло собой одноэтажную деревянную постройку.
На сцене муромского театра выступали Пелагея Стрепетова, Александр Ленский. Труппу нового театра Стрепетова описывала как малочисленную, «точно случайно собранную на несколько месяцев». По её воспоминаниям, она ничем не отличалась от других провинциальных театральных трупп. Репертуар театра составляли по большей части произведения Грибоедова, Толстого, Островского, Оффенбаха.
После смерти Ермакова здание было отдано под солдатские казармы. Более не поддерживаемое городским управлением, оно ветшало, со временем пришло в негодность и в 1889 году было снесено. Тем не менее, театральная жизнь города продолжалась. В Муром приезжали гастролирующие актёры, выступали оперные артисты. Так, в 1896 и 1898 годах концерты давал Леонид Собинов, один из крупнейших представителей русской классической вокальной школы. В 1910-х годах был открыт музыкально-драматический кружок, занимавшийся постановкой классических пьес и водевилей.

### Довоенные годы

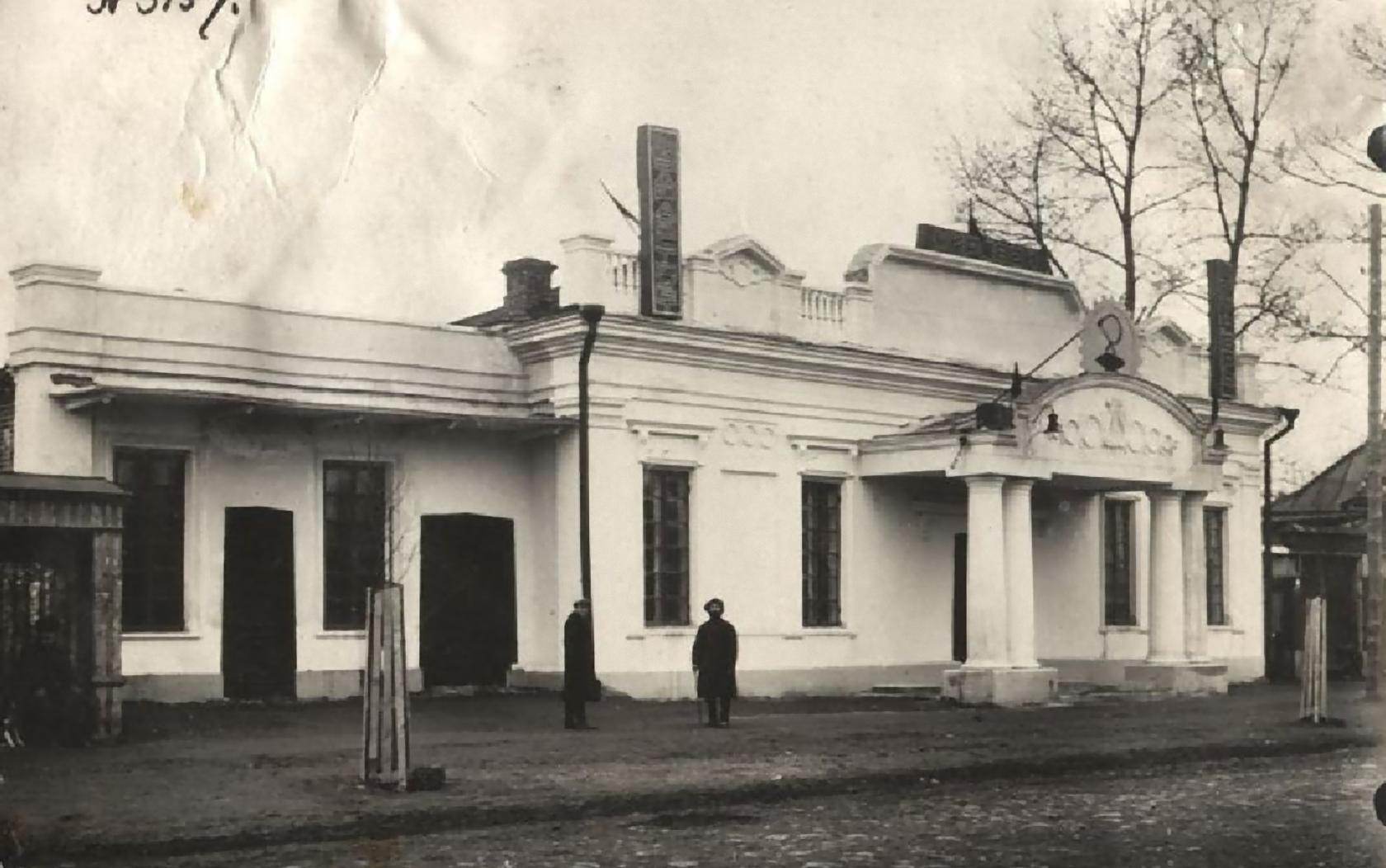
Здание театра в 1918—1944 годах

Новое здание театр получил в 1918 году. Это было здание кинотеатра «Художественный», построенное в 1916 году купцом Николаем Неудачиным. Оно было национализировано и приспособлено под театр путём достройки сцены и других необходимых помещений. Театр получил и новое название — «Советский драматический театр имени А. В. Луначарского». Руководителем театра был назначен муромский журналист Александр Китаев.
Открытие состоялось 6 октября 1918 года спектаклем по пьесе Льва Толстого «Власть тьмы». Местная газета «Известия», однако, подвергла критике публику (за неподобающее поведение в театре) и декорации (по неизвестной причине).
На новой сцене ставились спектакли по произведениям Островского, Горького, Луначарского, Шоу, а также инсценировки революционных повестей и романов. Город часто посещали артисты из Москвы, Ленинграда, Нижнего Новгорода, Киева: Валерия Барсова, Екатерина Гельцер, Василий Качалов, квартет имени Глазунова и др. Труппа поначалу состояла из актёров-любителей, со временем её состав пополняли профессиональные актёры и режиссёры.
1 июля 1941 года театр прекратил свою работу, а его помещения были отданы под нужды военных. В ночь на 14 июля 1944 года здание театра полностью сгорело. Труппа продолжила свои выступления в других залах города.

### Послевоенные годы
В 1945 году появились первые планы восстановления здания театра. Методом народной стройки был возведён первый этаж, однако в 1955 году финансирование строительства было прекращено из-за нехватки средств.
В 1947 году Министерством культуры было принято решение о восстановлении театра и театральной труппы. Городские власти обратились за помощью к главному архитектору города Николаю Беспалову. Местом будущего театра был выбран дворец культуры местной воинской части, располагавшийся на улице Московской. Была построена сцена, собрана часть труппы, в том числе приглашены иногородние артисты, начата постановка спектаклей. Однако в таком виде театр просуществовал недолго.
К предстоящему в 1962 году 1100-летию города Мурома правительство согласилось профинансировать часть требуемых ассигнований на строительство нового здания театра, однако первоначальный проект к тому времени уже устарел. Новый проект был разработан коллективом института «Гипротеатр» под руководством архитектора Николая Куренного. Новое здание, получившее название «Дворец культуры им. 1100-летия г. Мурома», было открыто 18 августа 1962 года заседанием городского совета, посвящённым юбилею города.
Однако Дворец культуры не получил статус театра. В нём работали исключительно самодеятельные коллективы: театр-студия «Контраст» под руководством Николая Горячева, хор, местные кружки. На сцене Дворца культуры выступали Майя Кристаллинская, Людмила Зыкина, Иосиф Кобзон и другие приглашённые артисты театра, кино и эстрады.
С 1962 по 1973 год во Дворце культуры выступал театр оперетты под управлением Павла Радковского, с чьим именем связано развитие театрального движения в Муроме тех лет.
В 2022 году руководством города Мурома было принято решение о смене направления деятельности Дворца культуры, реорганизации и переименовании его в Муромский городской театр. Было начато формирование собственной театральной труппы, заключён договор о сотрудничестве с Владимирским областным колледжем культуры и искусства.

## Здание театра
Современное здание Муромского городского театра расположено в центральной части Мурома, в историческом квартале, ограниченном улицами Советская, Льва Толстого, Воровского и Свердлова. Со стороны площади Победы оно формирует западную границу квартала и является значимым элементом градостроительной композиции. Главный фасад выходит на улицу Льва Толстого.

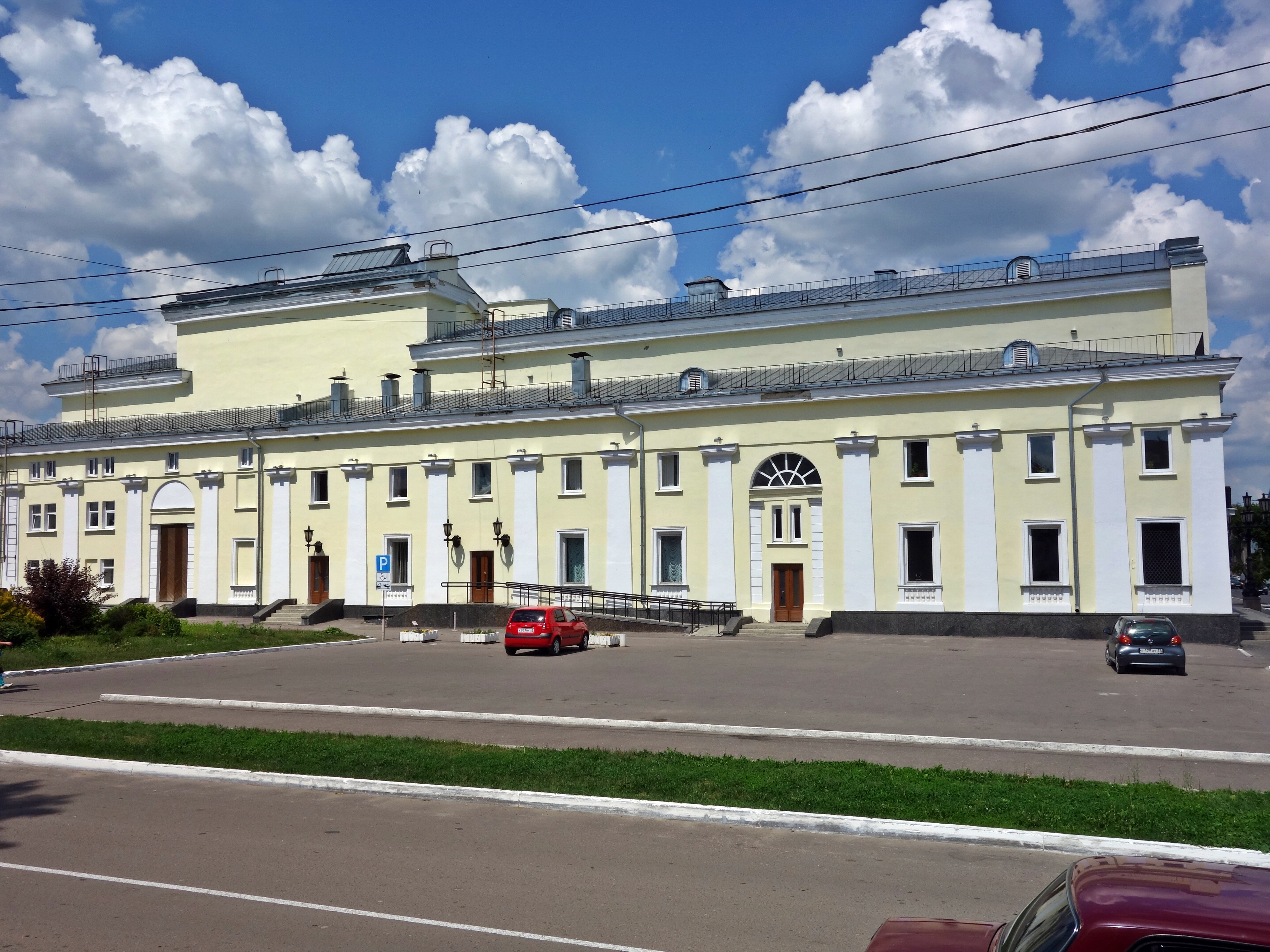
Южный фасад

Здание выполнено в стиле классицизм. Композиционно оно состоит из нескольких прямоугольных объёмов разной высоты под скатными крышами. Центральная часть над сценой выше остальных, к ней примыкают двух- и трёхэтажные корпуса с севера и юга. Крыша сложная, разноуровневая, сочетает одно- и двускатные элементы.
Фасады здания украшены плоскими пилястрами с капителями тосканского ордера, по всему периметру идёт широкий карниз. Главный (восточный) фасад выделяется выступающей частью с арочным входом и высоким фронтоном, украшенным лепниной. На крыльце главного входа установлены уличные светильники, а для отделки цоколя и крыльца используется полированный гранит. Западный фасад отмечен крупной аркой и фронтоном, пилястрами и декоративными элементами; южный и северный фасады также украшены пилястрами и наличниками на окнах. Стены фасадов окрашены по штукатурке, архитектурные детали выделены белым цветом, цоколь облицован гранитом.

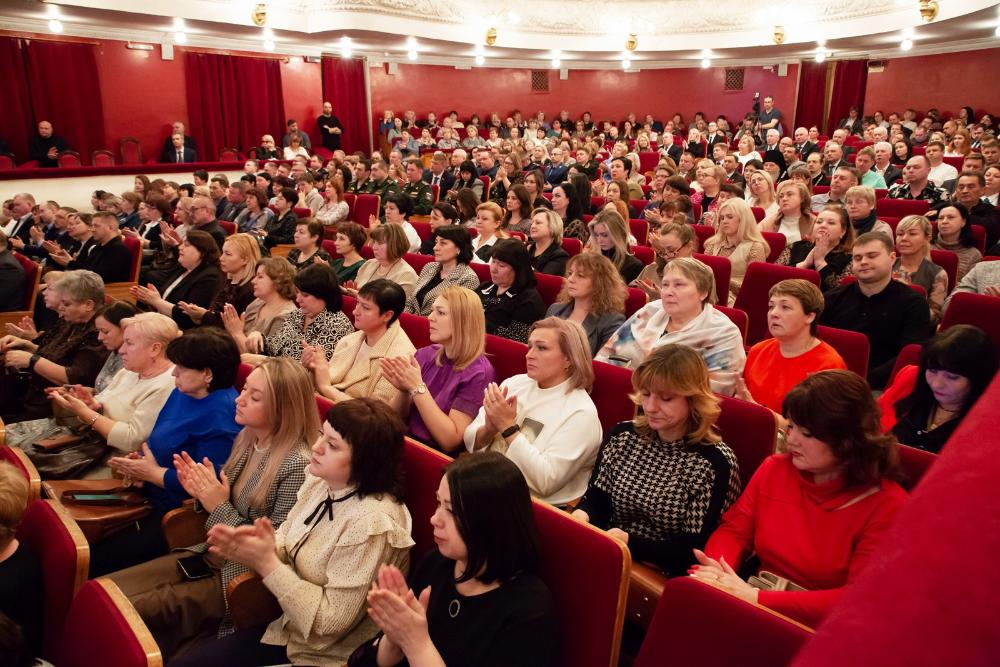
Зрительный зал

Вестибюли украшены изнутри колоннами и пилонами под мрамор, орнаментированными поясами и лепным фризом. На втором этаже — пилястры коринфского ордера и цветные панно в холле. Лестницы выполнены из мрамора, имеют латунные и чугунные ограждения. Зрительный зал отличается лепным и живописным декором, центральной розеткой с люстрой, аркой сцены с рельефной лепкой и декоративными балконами. Ограждения балконов и проходов выполнены из деревянных балясин.
Вместимость зрительного зала — около 600 мест в партере, амфитеатре, бельэтаже, на балконах и в ложах первого яруса. С 2022 года работает камерный зал, рассчитанный приблизительно на 40 человек.